# Marko Marinović
Marko Marinović (serbisch-kyrillisch Марко Мариновић; * 15. März 1983 in Čačak, SR Serbien) ist ein serbischer Basketballspieler, der erfolgreich für Vereine in seinem Heimatland und in Spanien gespielt hat. Als serbisch-montenegrinischer Auswahlspieler gewann Marinović die Universiade 2003 und nahm an der WM-Endrunde 2006 teil. Mit dem spanischen Verein aus Valencia gewann er den Eurocup 2009/10. Später spielte er noch für den deutschen Finalgegner Alba Berlin sowie in Russland und Bulgarien.

## Karriere
Marinović spielte zunächst bis 2004 für seinen heimatlichen Basketballverein aus Čačak. Als Jugendauswahlspieler nahm er für die serbisch-montenegrinische U20-Auswahl zusammen mit Nenad Krstić und Blagota Sekulić an der Junioren-Europameisterschaft 2002 teil. 2003 wurde er für das damalige Serbien und Montenegro Universiade-Sieger in Daegu. 2004 wechselte er nach Belgrad und wurde mit FMP Železnik unter dem damaligen Sponsorennamen KK Reflex serbisch-montenegrinischer Pokalsieger 2005 sowie Adrialiga-Meister 2006. Zudem nahm er mit der Seniorennationalmannschaft an der Basketball-Weltmeisterschaft 2006 in Japan teil, wo man im Achtelfinale gegen den späteren Weltmeister Spanien ausschied. Sein serbischer Landsmann Svetislav Pešić, seines Zeichens Trainer von Akasvayu Girona in der Saison 2006/07, holte ihn anschließend nach Spanien in die Liga ACB. Mit Girona gewann er 2007 die EuroChallenge, die damals als FIBA EuroCup ausgespielt wurde. In der Spielzeit darauf spielte er für den Ligakonkurrenten auf Menorca, bevor er zur Saison 2008/09 nach Belgrad zurückkehrte, diesmal allerdings zu Roter Stern, die in jener Saison von Svetislav Pešić trainiert wurden. Mit Roter Stern wurde er jeweils Vize 2009 in Meisterschaft und Pokal hinter dem Lokalkonkurrenten KK Partizan Belgrad.
Zur Saison 2009/10 kehrte Marinović in die Liga ACB nach Spanien zurück und wurde 2010 mit Power Electronics aus Valencia ULEB-Eurocup-Sieger im Finalspiel gegen Alba Berlin. Der unterlegene Finalgegner mit dem montenegrinischen Trainer Luka Pavićević lotste ihn schließlich zur darauffolgenden Saison nach Berlin, wo er mit dem ebenfalls aus Čačak stammenden Tadija Dragićević zusammenspielte. Nach mäßigem Saisonverlauf wurde Pavićević entlassen und unter seinem Nachfolger Muli Katzurin kam Marinovic kaum noch zum Einsatz, so dass er in die russische Basketballliga wechselte. Sowohl mit seinem neuen Verein Krasnye Krylja aus Samara als auch mit BK Jenissei aus Krasnojarsk in der darauffolgenden Spielzeit 2011/12 konnte er in der russischen PBL und der supranationalen VTB United League keine besonderen Erfolge feiern.
In der Saison 2012/13 spielte Marinović dann in Bulgarien, wo er mit Lewski Sofia sowohl die nationale Vizemeisterschaft als auch die Vizemeisterschaft in der Balkan League (BIBL) erreichte. Das Finalspiel der supranationalen BIBL verlor Lewski mit den ehemaligen Bundesligaspielern Marinović, Mladen Pantić (beide Alba) sowie Nemanja Protić (EWE Baskets Oldenburg) gegen Hapoel Gilboa Galil, deren Protagonisten Rakim Sanders und Jamar Smith anschließend zum deutschen Meister Brose Baskets in die deutsche Bundesliga wechselten. In der Saison 2013/14 kehrte Marinović in seine serbische Heimat zurück, wo er für KK Radnički aus Kragujevac spielte. In der Zwischenrunde des Eurocup 2013/14 scheiterte Marinović mit Radnički unter anderem nach zwei Niederlagen gegen seinen alten Verein Alba Berlin. Nach eher mäßigem Abschneiden in der ABA-Liga erreichte man in der nationalen Meisterschaft die Halbfinalserie, in der man gegen Serienmeister KK Partizan ausschied. Für die Saison 2014/15 kehrte Marinović zu Lewski in die bulgarische Hauptstadt Sofia zurück, die nach nationalem Double und Titelgewinn in der BIBL erstmals auch in der ABA-Liga antreten werden. Seine Zeit endete dort nach einer Saison.
2019 beendete er seine aktive Spielerkarriere und ist seitdem als Trainer tätig. Seit diesem Jahr ist er Senior Assistant Coach bei den Adelaide 36ers in der australischen NBL und wurde für die Saison 2024/25 erneut verpflichtet.
Im März 2025 wurde er als Head Coach der serbischen U20-Nationalmannschaft benannt und wird das Team bei der FIBA U20 EuroBasket 2025 in Griechenland betreuen.